# Nambour
Nambour é uma cidade situada em Queensland, Austrália. Segundo censo de 2016, havia 18 183 habitantes.